# الجامعة الوطنية للصيدلة
الجامعة الوطنية للصيدلة مؤسسة تعليم عالي أوكرانية، (بالأوكرانية: Націона́льний фармацевти́чний університе́т) هي جامعة تقع في خاركيف أوبلاست، أوكرانيا. أُسِّسَت هذه الجامعة في سنة 1805.

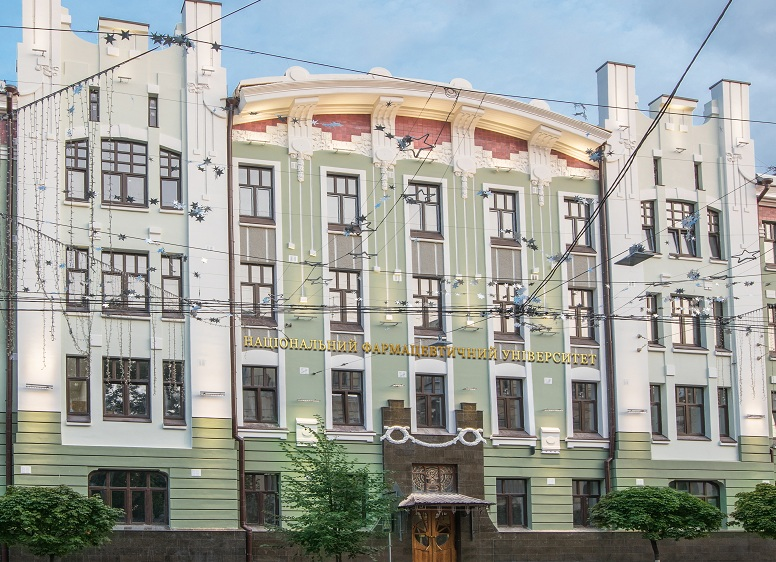
الجامعة الوطنية للصيدلة.